# Alasay (district)
Pour les articles homonymes, voir Alasay.

Districts de la province de Kapissa.

Alasay est un district de l'est de Kâpîssâ en Afghanistan. Il est bordé par les districts de Tagab au sud et à l'est, Nejrab au nord et Laghmân à l'est. Son chef-lieu de district est situé dans sa partie sud-ouest. Son gouverneur est Eng Mullah.

## Historique
Le Groupement tactique interarmes de Kapisa sous commandement de l'armée française y prend place dans le cadre de la Guerre d'Afghanistan (2001), alors que le district était, entre 2006 et mars 2009, considéré comme aux mains des insurgés, les troupes françaises notamment du 27e bataillon des chasseurs alpins ont permis de reprendre en main le district avec l'aide à l'armée afghane qui est de nouveau installée dans deux bases. 

## Géographie
Le district est très majoritairement montagneux et la plupart des 70 villages ne sont pas accessibles par la route. Il a cependant trois larges vallées :
- Shibi Dara, la plus peuplée,
- Masken Data,
- Alassay Dara.

## Éducation
Alasay il y a 13 écoles :
- 8 écoles primaires avec 7 091 écoliers des deux sexes,
- 2 écoles secondaires avec 294 garçons,
- une madrassa avec uniquement des garçons.

## Économie
Le district est très pauvre avec fort peu de terre arable, il n'exporte qu'un peu d'artisanat et de bétail.

## Médical
Actuellement il y a des infirmeries dans les villages de Alasay, Ashapi, Koti et Eskin.

## Districts
- Alasay
- Hesa Duwum Kohistan
- Koh Band
- Kohistan Hesa Awal
- Mahmoud Râqi
- Nijrab
- Tagab